# Gostilna išče šefa
Gostilna išče šefa je resničnostna oddaja televizijske hiše Pro Plus. Šov gostilna išče šefa se deli na dva dela - na gostilno in hišo. Tekmovalci se borijo za naziv najboljšega šefa oz. šefico gostilne. Skozi šov šef gostilne (Bine Volčič) tekmovalcem predaja svoje znanje in predaja tedenske izzive. Vsak teden so ena skupina tekmovalcev varnih in druga skupina na nominacijah. Nominirajo vsi tekmovalci, vsak podeli eno nominacijo. Nominiran je samo en tekmovalec. Če je rezultat izenačen ima odločitev vodja ali zmagovalec tedna, ki je varen. Drugega nominiranca izbira nominiranec v oddaji v živo med tekmovalci, ki niso varni. Enkrat tedensko je tudi oddaja v živo s komentatorji in voditeljico/voditeljem, kjer se gledalci odločajo koga bodo izločili iz gostilne.  

## Opis

### Potek šova
Med tednom se tekmovalci naučijo narediti nove jedi. Po drugem oz. tretjem tednu so vsak teden tekmovalci razdeljeni v skupine (rdeče in črne) kateri tekmujejo med seboj. Zmagovalce/zmagovalno skupino po petkovem izzivu določi šef gostilne, njegovi kriteriji pa temeljijo na kakovosti hrane, hitrosti ter odnosu.   Nato šef gostilne v petkovem izzivu določi zmagovalno skupino, ki je rešena pred nominacijami in gre v soboto na enodnevni izlet. Druga skupina med je medtem v gostilni in kuha za skupino povabljenih gostov. Vsak tekmovalec ima možnost enega glasu pri nominacijah za vroči stol ki se zgodijo soboto zvečer. Nominirani stanovalec je eden tisti,ki zbere največ nominacij, ki izbere v ponedeljkovi oddaji tekmovalca katerega želi zraven na vročem stolu. Gledalci z glasovanjem preko telefonskih klicev in SMS-ov določijo tistega za katerega želijo, da ostane v šovu. Tisti ki dobi največ glasov lahko nadaljuje s tekmovanjem. V drugrm oz. tretjem tednu se začne Halo šef, ki je v sredo oz. torek . Ob sredah oz. en dan v tednu se takrat eden od stanovalcev odpravi kuhati na dom gledalcev, ki ga izberejo.
V vsaki oddaji, ki poteka v živo se voditeljici Lili Žagar Pridružijo komentatorji, ki pokomentirajo dogajanje v gostilni.

### Studio oddaje
Studio je svetel in prijeten za oko. Osnovna barva je bela, dodane so pastelne barve, katere pa se lahko s pomočjo LED tehnologije spreminjajo glede na vsebino barve. Tako bo ob običajnem pogovoru prevladuje nežna modra barva, ob napetostih pa bo ozračje ogrela še rdeča ali oranžna barva. 
V sceni so tudi videostene, na katerih se projecira različna video vsebina, kot je na primer voda in ogenj.

### Hiša
Hiša se nahaja v Goričanah. Hiša ima dve nadstropji spodaj je skupinska kuhinja in jedilnica, dnevni prostor z dvema sedežnima ena za varne tekmovalce in druga za ne varne. Imajo pa še kopalnico in pred sobo. V zgornjih prostorih se nahajajo spalnici. Imajo prosto teraso. 

### Gostilna
Gostilna od 1. - 3. sezone 
Gostilna se nahaja na Verju pri Medvodah. Gostilna je v spodnjem nadstropju razdeljena na kuhinjo in jedilnico, ki ju loči steklena stena na katero lahko gosteje napišejo pohvale ali kritike kuharjem. Gostje imajo izbiro med različnimi separeji, ki so tako ali drugače povezani s kuhinjo. Hrano so gostje lahko uživali pri mizah: Pri Ribežnu, Pri Vilici, Pri Žlici, Pri Nožu, Pri Šeflji, Pri Kuhlji, Pri Ognju, Pri Vrtu, Pri Špajzi ali Pri Receptih. V drugem nadstropju pa je bila posebna miza, miza Pri šefu, kjer so bili različni pomembni povabljeni gostje.  Pro Polus je gostilno najel za tri leta, ob izteku tretje sezone pa se jim je tudi iztekla najemna pogodba. 
 Gostilna od 4. sezone 
Gostilna v četrti sezoni je prestavljena na novo lokacijo v Ljubljanski BTC.

## Sezone
| Serija               | Naslov sezone                        | TV kanal | Začetek sezone     | Konec sezone      | Dni | Tekmovalci | Nagrada                                | Zmagovalec     | Voditelj/ica  |
| -------------------- | ------------------------------------ | -------- | ------------------ | ----------------- | --- | ---------- | -------------------------------------- | -------------- | ------------- |
| Gostilna išče šefa 1 | Kdo si zasluži postati šef gostilne? | POP TV   | 1. oktober 2012    | 10. december 2012 | 70  | 14         | Najemnik gostilne Pri Šefu in 20.000 € | Andrej Murko   | Lili Žagar    |
| Gostilna išče šefa 2 | Kdo naj postane šef gostilne?        | POP TV   | 23. september 2013 | 16. december 2013 | 77  | 13         | 50.000 €                               | Tomaž Škvarč   | Lili Žagar    |
| Gostilna išče šefa 3 | Kdo naj postane šef gostilne?        | POP TV   | 1. september 2014  | 1. december 2014  | 91  | 13         | 100.000 €                              | Valerio Lutman | Lili Žagar    |
| Gostilna išče šefa 4 | Kdo naj postane šef gostilne?        | POP TV   | 29. avgust 2015    | 12. december 2015 | 105 | 16         | 100.000 €                              | Tomaš Javurek  | Boštjan Romih |

## 1. sezona (2012)
V prvi sezoni so izbirali šefa gostilne v kateri so kuhali.
Komentatorji: 
| Komentator      | Opis |
| --------------- | --- |
| Angelca Likovič | Stalna komentatorka resničnostnih šovov. Znana predvsem po svojih pričevanjih o moralnosti, o tem kako je bilo včasih predvsem pa je znana po prepiru z Nino Osenar, s katero je kasneje tudi sodelovala (kot komentatorka). Komentirala je že Kmetija išče lastnika, Kmetija Slvanih in Big Brother Slavnih |
| Savina Atai     | Poduhovljena nutricionistka. Avtorica knjige Zamenjam razsvetljenje za hiter vibrator. In pa mojstrica obrazne joge. Čeprav trdi, da ima izkušnje z ljudmi, ki so po 24 ur bivali v istem prostoru. |
| Mišo Stevanovič | Izkušeni gostinec in eden od finalistov prve sezone resničnostne uspešnice Bar. Čeprav gostilna ni bar, pa ima pa edini izmed vseh treh izkušnjo sodelovati kot tekmovalec v resničnostnem šovu. |

Že takoj prvi dan je iz šova odstopila Simona in namesto nje je prišla prva rezerva Julijana.

#### Tekmovalci
| Teden izločitve | Tekmovalec | Kraj                         | Starost |
| --------------- | ---------- | ---------------------------- | ------- |
| Zmagovalec      | Andrej     | Kranj                        | 29 let  |
| 10.             | Julijana   | Ajdovščina                   | 31 let  |
| 10.             | Jani       | Ljubljana                    | 29 let  |
| 10.             | Luka       | Dobrna                       | 23 let  |
| 8.              | Rok        | Cerknica                     | 22 let  |
| 8.              | Branko     | Piran                        | 33 let  |
| 7.              | Teja       | Kranj                        | 29 let  |
| 6.              | Nik        | Ljubljana                    | 24 let  |
| 5.              | Petra      | Sv. Ana v Slovenskih goricah | 32 let  |
| 4.              | Tinca      | Janževski Vrh                | 21 let  |
| 3.              | Zoran      | Izola                        | 49 let  |
| 2.              | Meri       | Ljubljana                    | 30 let  |
| 2.              | Špela      | Kamnik                       | 23 let  |
| 1.              | Simona     | Goričane                     | 37 let  |

### Nominaciska lestvica
|              | 1 teden       | 2 teden          | 3 teden           | 4 teden           | 5 teden           | 6 teden           | 7 teden           | 8 teden           | 9 teden           | 10 teden            |
| ------------ | ------------- | ---------------- | ----------------- | ----------------- | ----------------- | ----------------- | ----------------- | ----------------- | ----------------- | ------------------- |
| Andrej       | Špela         | Zoran            | Tinca             | Petra             | Jani              | Luka              | Rok               | Ni nominacij      | Luka              | Zmagovalec          |
| Julijana     | Ni je bilo    | Zoran            | Tinca             | Luka              | Luka              | Luka              | Branko            | Ni nominacij      | Andrej            | Drugo mesto         |
| Jani         | Špela         | Zoran            | Tinca             | Petra             | Teja              | Luka              | Rok               | Ni nominacij      | Luka              | Izseljen (68 dni)   |
| Luka         | Špela         | Zoran            | Branko            | Nik               | Nik               | Teja              | Rok               | Ni nominacij      | Andrej            | Izseljen (63 dni)   |
| Branko       | Špela         | Zoran            | Tinca             | Luka              | Nik               | Luka              | Rok               | Odstopil (50 dni) | Odstopil (50 dni) | Odstopil (50 dni)   |
| Rok          | Špela         | Zoran            | Tinca             | Luka              | Teja              | Luka              | Branko            | Izseljen (49 dni) | Izseljen (49 dni) | Izseljen (49 dni)   |
| Teja         | Meri          | Branko           | Branko            | Petra             | Jani              | Luka              | Izseljen (42 dni) | Izseljen (42 dni) | Izseljen (42 dni) | Izseljen (42 dni)   |
| Nik          | Ni ga bilo    | Ni ga bilo       | Tinca             | Petra             | Luka              | Izseljen (35 dni) | Izseljen (35 dni) | Izseljen (35 dni) | Izseljen (35 dni) | Izseljen (35 dni)   |
| Petra        | Andrej        | Zoran            | Rok               | Luka              | Izseljen (28 dni) | Izseljen (28 dni) | Izseljen (28 dni) | Izseljen (28 dni) | Izseljen (28 dni) | Izseljen (28 dni)   |
| Tinca        | Špela         | Branko           | Branko            | Izseljen (21 dni) | Izseljen (21 dni) | Izseljen (21 dni) | Izseljen (21 dni) | Izseljen (21 dni) | Izseljen (21 dni) | Izseljen (21 dni)   |
| Zoran        | Mari          | Branko           | Izseljen (14 dni) | Izseljen (14 dni) | Izseljen (14 dni) | Izseljen (14 dni) | Izseljen (14 dni) | Izseljen (14 dni) | Izseljen (14 dni) | Izseljen (14 dni)   |
| Mari         | Teja          | /                | Odšla (11 dan)    | Odšla (11 dan)    | Odšla (11 dan)    | Odšla (11 dan)    | Odšla (11 dan)    | Odšla (11 dan)    | Odšla (11 dan)    | Odšla (11 dan)      |
| Špela        | Teja          | Izseljen (7 dni) | Izseljen (7 dni)  | Izseljen (7 dni)  | Izseljen (7 dni)  | Izseljen (7 dni)  | Izseljen (7 dni)  | Izseljen (7 dni)  | Izseljen (7 dni)  | Izseljen (7 dni)    |
| Simona       | Odšla (1 dan) | Odšla (1 dan)    | Odšla (1 dan)     | Odšla (1 dan)     | Odšla (1 dan)     | Odšla (1 dan)     | Odšla (1 dan)     | Odšla (1 dan)     | Odšla (1 dan)     | Odšla (1 dan)       |
|              |               |                  |                   |                   |                   |                   |                   |                   |                   |                     |
| 1 vroči stol | Špela         | Zoran            | Tinca             | Petra             | Nik               | Luka              | Rok               |                   | Andrej            | Andrej              |
| 2 vroči stol | Teja          | Andrej           | Branko            | Luka              | Luka              | Teja              | Jani              |                   | Luka              | Julijana            |
| Preživel     | Teja          | Andrej           | Branko            | Luka              | Luka              | Luka              | Rok               |                   | Andrej            | Andrej (Zmagovalec) |
| Izseljen     | Špela         | Zoran            | Tinca             | Petra             | Nik               | Teja              | Jani              |                   | Luka              | Julijana            |

| Barva | Pomen barve v nominacijski lestvici                   |
| ----- | ----------------------------------------------------- |
|       | Tekmovalec je bil v tistem tednu določen za kuharja   |
|       | Tekmovalec je bil v tistem tednu določen za pomočnika |
|       | Tekmovalec je bil v tistem tednu določen za pomivalca |
|       | Tekmovalci so bili v rdeči skupini                    |
|       | Tekmovalci so bili v črni skupini                     |
|       | Ni bilo nominaciji                                    |
|       | Tekmovalec je imel imuniteto (tudi rumena pisava)     |

Tedenske vodje skupin
| Teden | Črna skupina | Rdeča skupina |
| ----- | ------------ | ------------- |
| 3.    | Jani         | Rok           |
| 4.    | Luka         | Julijana      |
| 5.    | Nik          | Branko        |
| 6.    | Teja         | Andrej        |
| 7.    | Jani         | Rok           |

Opombe
- V 5. tednu je bil po nominacijah rezultat izenačen črna skupina: Jani, Luka, Teja in Nik so prijeli vsi po dve nominaciji. Nato je moral vodja zmagovalne skupine (Branko) odločiti kdo od njih bo šel na prvi vroči stol.

- V 9. tednu je bil po nominacijah rezultat izenačen Andrej dve nominaciji in Luka dve. Nato je morala Julijana, ker je zmagala na izzivu odločiti kdo od njiju bo šel na prvi vroči stol.

## 2. sezona (2013)
Junija se je Gostilna pri Šefu zaprla in je bila pripravljena na novo sezono. Namesto komentatorke Angelce Likovič je na komentatorsko mesto sedel Marko Pavčnik.
Komentatorji:
| Komentator      | Opis |
| --------------- | --- |
| Mišo Stevanovič | Izkušeni gostinec in eden od finalistov prve sezone resničnostne uspešnice Bar. Čeprav gostilna ni bar, pa ima pa edini izmed vseh treh izkušnjo sodelovati kot tekmovalec v resničnostnem šovu.                                                         |
| Savina Atai     | Poduhovljena nutricionistka. Avtorica knjige Zamenjam razsvetljenje za hiter vibrator. In pa mojstrica obrazne joge. Čeprav trdi, da ima izkušnje z ljudmi, ki so po 24 ur bivali v istem prostoru.                                                      |
| Marko Pavčnik   | Binetov prijatelj, tudi šef, ki ga odlikuje ustvarjalnost in strast do kulinarike. Kuharski mojster, ki je že prehodil pot do lastne restavracije. Komentator, ki je poskrbel za kritiko iz stroke. Na komentatorskem mestu je zamenjal Angleco Likovič. |

Druga sezona je, prav tako kot v prvi sezoni, potekala v Gostilni pri Šefu. Novost druge sezone je bila, da so se teden pred začetkom resničnostnega šova tekmovalci zbirali na avdicijah, po koncu pa je šef izbral kandidate, ki bodo tekmovali v tej sezoni. 

#### Tekmovalci
| Zaporedna številka | Tekmovalec | Kraj            | Starost |
| ------------------ | ---------- | --------------- | ------- |
| zmagovalec         | Tomaž      | Vipava          | 33 let  |
| 12.                | Mitja      | Dobrovo         | 30 let  |
| 11.                | Martina    | Ljutomer        | 27 let  |
| 10.                | Kaja       | Breg            | 26 let  |
| 9.                 | Iztok      | Homec           | 28 let  |
| 8.                 | Lidija     | Ptuj            | 40 let  |
| 7.                 | Tilen      | Izola           | 33 let  |
| 6.                 | Saša       | Koper           | 31 let  |
| 5.                 | Irena      | Moravče         | 20 let  |
| 4.                 | Fredi      | Rogašovci       | 32 let  |
| 3.                 | Žiga       | Ljubljana-Polje | 26 let  |
| 3.                 | Aljaž      | Ptuj            | 44 let  |
| 2.                 | Mojca      | Ljubljana       | 49 let  |
| 1.                 | Zdenka     | Velenje         | 56 let  |

## 3. sezona (2014)
Poleti 2014 je POP TV začel zbirati prijave za 3. sezono šova Gostilna išče šefa. Tretjo sezono so začeli predvajati 1. septembra 2014. Šov je izgubil dva komentatorja Miša Stevanoviča in Savino Atai prišla pa sta Žiga X. Gombač in Iryna Osypenko Nemec.
Komentatorji:
| Komentator           | Opis |
| -------------------- | --- |
| Marko Pavčnik        | Binetov prijatelj, komentator stroke, tudi šef, ki ga odlikuje ustvarjalnost in strast do kulinarike. Kuharski mojster, ki je že prehodil pot do lastne restavracije. Med drugo in tretjo sezono so ga gledalci lahko spremljali kot gostitelja v oddaji Skriti šef, v tretji sezoni Gostilne išče šefa pa je ponovno postal komentator. |
| Žiga X. Gombač       | Je lastnik diplome prestižne francoske šole Le Cordon Blue iz smeri kuharstva in slaščičarstva. Bil je v žiriji v šovu Masterchef Slovenija. Dobrodušni komentator bo s svojo konstruktivno kritiko lahko začinil dogajenje. |
| Iryna Osypenko Nemec | Lepotica, manekenka in poslovna ženska z ostrim očesom. Lastnica svoje modeling agencije in manekenske šole. Svoje kuharske spospobnosti je širni Sloveniji pokazala v oddaji Skriti šef. Je velika gurmanka in strastna kuharica. |

### Tekmovalci
| Zaporedna številka | Tekmovalec     | Kraj                             | Starost |
| ------------------ | -------------- | -------------------------------- | ------- |
| zmagovalec         | Valerio Lutman | Šempeter pri Gorici              | 31 let  |
| 12.                | Marko          | Portorož                         | 24 let  |
| 11.                | Anže O.        | Kranj                            | 26 let  |
| 10.                | Almir          | Koper                            | 27 let  |
| 9.                 | Edi            | Ankaran                          | 34 let  |
| 8.                 | Špela          | Predlog pri Domžalah             | 19 let  |
| 7.                 | Damjan         | Raka                             | 31 let  |
| 6.                 | Tina           | Ljubljana                        | 23 let  |
| 5.                 | Polonca        | Brda                             | 31 let  |
| 4.                 | Nataša         | Ljubljana                        | 31 let  |
| 3.                 | Anže Š.        | Spodnja Pohanca, Artiče, Brežice | 22 let  |
| 2.                 | Pia            | Maribor                          | 21 let  |
| 1.                 | Matevž         | Šempeter pri Gorici              | 29 let  |

Prvi teden je iz gostilne odšla Špela a je Nataša po lastni želji zapustila šov in si zaželela da jo nadomesti Špela.
Opombe:
1. ↑  Zapustil/a oddajo po lastni želji 11. oktobra.

## 4. sezona (2015)
Maja 2015 je POP TV začel zbirati prijave za 4. sezono šova Gostilna išče šefa. Voditelj bo tokrat Boštjan Romih šef gostilne pa ostaja Bine Volčič.Tudi v četrti sezoni so se zamenjali komentatorji ostala je Iryna Osypenko Nemec prišla pa sta Alma Mujezinović in Karim Merdjadi. Četrto sezono pa bodo snemali tudi na novi lokaciji v ljubljanskem BTC-ju. 
Komentatorji: 
| Komentator           | Opis |
| -------------------- | --- |
| Alma Mujezinović     | Znana je po uspešnem projektu Odprta kuhna v Ljubljani, ki sta ga zakuhala skupaj z možem. S svojimi izkušnjami in s pogledom na kuhanje je lahko na komentatorskem mestu nepogrešljiva.                                                                                               |
| Karim Merdjadi       | Je lastnik diplome prestižne francoske šole Le Cordon Blue iz smeri kuharstva in slaščičarstva. Bil je v žiriji v šovu Masterchef Slovenija. Dobrodušni komentator bo s svojo konstruktivno kritiko lahko začinil dogajenje.                                                           |
| Iryna Osypenko Nemec | Je edina, ki je to vlogo že opravljala v 3. sezoni. Lepotica, manekenka in poslovna ženska z ostrim očesom. Lastnica svoje modeling agencije in manekenske šole. Svoje kuharske spospobnosti je širni Sloveniji pokazala v oddaji Skriti šef. Je velika gurmanka in strastna kuharica. |

### Tekmovalci
| Zaporedna številka | Tekmovalec      | Kraj        | Starost |
| ------------------ | --------------- | ----------- | ------- |
| Zmagovalec         | Tomaš Javurek   | Škofja loka | 35 let  |
| 14                 | Blaž Kostanjšek | Celje       | 22 let  |
| 14                 | Žan Tominšek    | Šentjanž    | 19 let  |
| 13                 | Robert Dežutelj | Ljubljana   | 31 let  |
| 12                 | Mišo Jović      | Koper       | 26 let  |
| 11                 | Mohamed Abdou   | Kranj       | 36 let  |
| 10                 | Miha Hauptman   | Trebnje     | 32 let  |
| 9                  | Luigi Petrella  | Maribor     | 27 let  |
| 8                  | Erika Jerkič    | Ajdovščina  | 23 let  |
| 7                  | Gregor Kožar    | Senovo      | 22 let  |
| 6                  | Alenka Zagorc   | Borovnica   | 44 let  |
| 5                  | Branka Perc     | Šmarje-Sap  | 34 let  |
| 4                  | Vesna Budja     | Kidričevo   | 40 let  |
| 3                  | Sanela Črešnik  | Maribor     | 20 let  |
| 2                  | Sabina Tomažin  | Krško       | 34 let  |
| 1                  | Boštjan Petek   | Luče        | 28 let  |
| 1                  | Blaž Č.         | Šentjur     | 23 let  |

### Nominacijska lestvica
Prvega nominiranca določi šef po sposobnostih. Drugega pa tekmovalci v oddaji v živo z nominacijami. 
|              | 1 teden          | 2 teden           | 3 teden            | 4 teden            | 5 teden            | 6 teden            | 7 teden            | 8 teden            | 9 teden            | 10 teden           | 11 teden           | 12 teden           | 13 teden           | 14 teden           | 15 teden           |
| ------------ | ---------------- | ----------------- | ------------------ | ------------------ | ------------------ | ------------------ | ------------------ | ------------------ | ------------------ | ------------------ | ------------------ | ------------------ | ------------------ | ------------------ | ------------------ |
| Tomaš        | Sabina           | Sanela            | Mišo               | Alenka             | Blaž K             | Gregor             | Žan                | Luigi              | N/A                | N/A                | Miha               | Blaž               | Robert             | Finale             | Zmagovalec         |
| Blaž K.      | Tomaš            | Sanela            | Mohamed            | Branka             | Alenka             | Blaž K             | Mohamed            | Luigi              | N/A                | N/A                | Miha               | Mido               | Tomaš              | Dvoboj             | Drugo mesto        |
| Žan          | Sabina           | Sanela            | Vesna              | Branka             | Gregor             | Gregor             | Tomaš              | Luigi              | N/A                | N/A                | Robert             | Robert             | Tomaš              | Dvoboj             | izseljen (104 dan) |
| Robert       | Žan              | Sanela            | Vesna              | Branka             | Alenka             | Gregor             | Mišo               | Luigi              | N/A                | N/A                | Miha               | Mido               | Tomaš              | 1. stol            | izseljen (98 dan)  |
| Mišo         | Tomaš            | Sanela            | Mohamed            | Branka             | Alenka             | Blaž K             | Žan                | Blaž K             | N/A                | N/A                | Miha               | Mido               | Blaž               | izseljen (91 dan)  | izseljen (91 dan)  |
| Mohamed      | Žan              | Sanela            | Vesna              | Branka             | Blaž               | Gregor             | Mišo               | Blaž K             | N/A                | N/A                | Miha               | Mišo               | izseljen (84 dan)  | izseljen (84 dan)  | izseljen (84 dan)  |
| Miha         | Ni ga bilo       | Ni ga bilo        | Ni ga bilo         | Ni ga bilo         | Ni ga bilo         | Ni ga bilo         | Ni ga bilo         | Ni ga bilo         | Gost               | N/A                | Tomaš              | izseljen (77 dan)  | izseljen (77 dan)  | izseljen (77 dan)  | izseljen (77 dan)  |
| Rok          | Ni ga bilo       | Ni ga bilo        | Ni ga bilo         | Ni ga bilo         | Ni ga bilo         | Ni ga bilo         | Ni ga bilo         | Ni ga bilo         | Ni ga bilo         | Gost               | izseljen (70 dan)  | izseljen (70 dan)  | izseljen (70 dan)  | izseljen (70 dan)  | izseljen (70 dan)  |
| Almir        | Ni ga bilo       | Ni ga bilo        | Ni ga bilo         | Ni ga bilo         | Ni ga bilo         | Ni ga bilo         | Ni ga bilo         | Ni ga bilo         | Ni ga bilo         | Gost               | izseljen (70 dan)  | izseljen (70 dan)  | izseljen (70 dan)  | izseljen (70 dan)  | izseljen (70 dan)  |
| Fredi        | Ni ga bilo       | Ni ga bilo        | Ni ga bilo         | Ni ga bilo         | Ni ga bilo         | Ni ga bilo         | Ni ga bilo         | Ni ga bilo         | Ni ga bilo         | Gost               | izseljen (70 dan)  | izseljen (70 dan)  | izseljen (70 dan)  | izseljen (70 dan)  | izseljen (70 dan)  |
| Zoran        | Ni ga bilo       | Ni ga bilo        | Ni ga bilo         | Ni ga bilo         | Ni ga bilo         | Ni ga bilo         | Ni ga bilo         | Ni ga bilo         | Ni ga bilo         | Gost               | izseljen (70 dan)  | izseljen (70 dan)  | izseljen (70 dan)  | izseljen (70 dan)  | izseljen (70 dan)  |
| Julijana     | Ni ga bilo       | Ni ga bilo        | Ni ga bilo         | Ni ga bilo         | Ni ga bilo         | Ni ga bilo         | Ni ga bilo         | Ni ga bilo         | Ni ga bilo         | Gostja             | izseljen (70 dan)  | izseljen (70 dan)  | izseljen (70 dan)  | izseljen (70 dan)  | izseljen (70 dan)  |
| Jernej       | Ni ga bilo       | Ni ga bilo        | Ni ga bilo         | Ni ga bilo         | Ni ga bilo         | Ni ga bilo         | Ni ga bilo         | Ni ga bilo         | Gost               | izseljen (63 dan)  | izseljen (63 dan)  | izseljen (63 dan)  | izseljen (63 dan)  | izseljen (63 dan)  | izseljen (63 dan)  |
| Sašo         | Ni ga bilo       | Ni ga bilo        | Ni ga bilo         | Ni ga bilo         | Ni ga bilo         | Ni ga bilo         | Ni ga bilo         | Ni ga bilo         | Gost               | izseljen (63 dan)  | izseljen (63 dan)  | izseljen (63 dan)  | izseljen (63 dan)  | izseljen (63 dan)  | izseljen (63 dan)  |
| Eva          | Ni je bilo       | Ni je bilo        | Ni je bilo         | Ni je bilo         | Ni je bilo         | Ni je bilo         | Ni je bilo         | Ni je bilo         | Gostja             | izseljena (63 dan) | izseljena (63 dan) | izseljena (63 dan) | izseljena (63 dan) | izseljena (63 dan) | izseljena (63 dan) |
| Amir         | Ni ga bilo       | Ni ga bilo        | Ni ga bilo         | Ni ga bilo         | Ni ga bilo         | Ni ga bilo         | Ni ga bilo         | Ni ga bilo         | Gost               | izseljen (63 dan)  | izseljen (63 dan)  | izseljen (63 dan)  | izseljen (63 dan)  | izseljen (63 dan)  | izseljen (63 dan)  |
| Luigi        | Sabina           | Sanela            | Vesna              | Branka             | Gregor             | Blaž               | Žan                | Mohamed            | izseljen (56 dan)  | izseljen (56 dan)  | izseljen (56 dan)  | izseljen (56 dan)  | izseljen (56 dan)  | izseljen (56 dan)  | izseljen (56 dan)  |
| Iryna        | Ni je bilo       | Ni je bilo        | Ni je bilo         | Ni je bilo         | Ni je bilo         | Ni je bilo         | Ni je bilo         | Gostja             | izseljena (54 dan) | izseljena (54 dan) | izseljena (54 dan) | izseljena (54 dan) | izseljena (54 dan) | izseljena (54 dan) | izseljena (54 dan) |
| Erika        | Robert           | Mohamed           | Vesna              | Branka             | Blaž K             | Blaž K             | Žan                | izseljena (49 dan) | izseljena (49 dan) | izseljena (49 dan) | izseljena (49 dan) | izseljena (49 dan) | izseljena (49 dan) | izseljena (49 dan) | izseljena (49 dan) |
| Gregor       | Sabina           | Sanela            | Mohamed            | Branka             | Alenka             | Blaž K             | izseljen (42 dan)  | izseljen (42 dan)  | izseljen (42 dan)  | izseljen (42 dan)  | izseljen (42 dan)  | izseljen (42 dan)  | izseljen (42 dan)  | izseljen (42 dan)  | izseljen (42 dan)  |
| Alenka       | Robert           | Sanela            | Mohamed            | Branka             | Blaž K             | izseljena (35 dan) | izseljena (35 dan) | izseljena (35 dan) | izseljena (35 dan) | izseljena (35 dan) | izseljena (35 dan) | izseljena (35 dan) | izseljena (35 dan) | izseljena (35 dan) | izseljena (35 dan) |
| Branka       | Sabina           | Mohamed           | Vesna              | Žan                | izseljena (28 dan) | izseljena (28 dan) | izseljena (28 dan) | izseljena (28 dan) | izseljena (28 dan) | izseljena (28 dan) | izseljena (28 dan) | izseljena (28 dan) | izseljena (28 dan) | izseljena (28 dan) | izseljena (28 dan) |
| Vesna        | Robert           | Sanela            | Mohamed            | izseljena (21 dan) | izseljena (21 dan) | izseljena (21 dan) | izseljena (21 dan) | izseljena (21 dan) | izseljena (21 dan) | izseljena (21 dan) | izseljena (21 dan) | izseljena (21 dan) | izseljena (21 dan) | izseljena (21 dan) | izseljena (21 dan) |
| Sanela       | Robert           | Mohamed           | Izseljena (14 dan) | Izseljena (14 dan) | Izseljena (14 dan) | Izseljena (14 dan) | Izseljena (14 dan) | Izseljena (14 dan) | Izseljena (14 dan) | Izseljena (14 dan) | Izseljena (14 dan) | Izseljena (14 dan) | Izseljena (14 dan) | Izseljena (14 dan) | Izseljena (14 dan) |
| Sabina       | Žan              | Izseljena (7 dan) | Izseljena (7 dan)  | Izseljena (7 dan)  | Izseljena (7 dan)  | Izseljena (7 dan)  | Izseljena (7 dan)  | Izseljena (7 dan)  | Izseljena (7 dan)  | Izseljena (7 dan)  | Izseljena (7 dan)  | Izseljena (7 dan)  | Izseljena (7 dan)  | Izseljena (7 dan)  | Izseljena (7 dan)  |
| Boštjan      | Izseljen (2 dan) | Izseljen (2 dan)  | Izseljen (2 dan)   | Izseljen (2 dan)   | Izseljen (2 dan)   | Izseljen (2 dan)   | Izseljen (2 dan)   | Izseljen (2 dan)   | Izseljen (2 dan)   | Izseljen (2 dan)   | Izseljen (2 dan)   | Izseljen (2 dan)   | Izseljen (2 dan)   | Izseljen (2 dan)   | Izseljen (2 dan)   |
| Blaž Č.      | Izseljen (1 dan) | Izseljen (1 dan)  | Izseljen (1 dan)   | Izseljen (1 dan)   | Izseljen (1 dan)   | Izseljen (1 dan)   | Izseljen (1 dan)   | Izseljen (1 dan)   | Izseljen (1 dan)   | Izseljen (1 dan)   | Izseljen (1 dan)   | Izseljen (1 dan)   | Izseljen (1 dan)   | Izseljen (1 dan)   | Izseljen (1 dan)   |
|              |                  |                   |                    |                    |                    |                    |                    |                    |                    |                    |                    |                    |                    |                    |                    |
| 1 vroči stol | Sanela           | Vesna             | Žan                | Robert             | Žan                | Robert             | Erika              | Žan                | N/A                | N/A                | Mišo               | Žan                | Mišo               | Robert             | Tomaš              |
| 2 vroči stol | Sabina           | Sanela            | Vesna              | Branka             | Alenka             | Gregor             | Žan                | Luigi              | N/A                | N/A                | Miha               | Mido               | Tomaš              | Žan                | Blaž K.            |
| Preživel     | Sanela           | Vesna             | Žan                | Robert             | Žan                | Robert             | Žan                | Žan                | N/A                | N/A                | Mišo               | Žan                | Tomaš              | Žan                | Tomaš              |
| Izseljen     | Sabina           | Sanela            | Vesna              | Branka             | Alenka             | Gregor             | Erika              | Luigi              | N/A                | N/A                | Miha               | Mido               | Mišo               | Robert             | Blaž K.            |

| Barva | Pomen barve v nominacijski lestvici               |
| ----- | ------------------------------------------------- |
|       | Tekmovalec je bil oranžni skupini                 |
|       | Tekmovalec je bil v zeleni skupini                |
|       | Tekmovalec je bil v modri skupini                 |
|       | Tekmovalec je bil v črni skupini                  |
|       | Tekmovalec je bil v rdeči skupini                 |
|       | Tekmovalec je bil postavljen na prvi vroči stol.  |
|       | Ni bilo nominaciji                                |
|       | Tekmovalec je imel imuniteto (tudi rumena pisava) |

Opombe:
- 1. teden

Prvi dan je tekmovalce šef povabil na kosilo. Ob koncu dneva pa je šef naredil test katere sestavine so bile v hrani katero so jedli. V minuti so morali najti vsaj osem sestavin. Uspelo je samo Blažu K.. Naj manj sta ugotovila Sanela in Blaž Č.. Imela sta test v katerem sta morala na otip v treh minutah ugotoviti za katero sestavino gre. Sestavine so bile : janeževe zvezde, ananas, stok vanilje, jetra in makedamija. Sanela jih je ugotovila tri Blaž pa eno. Drugi dan je šef povabil tekmovalce na večerjo. Šef jih je pa presenetil in na izzivu so morali našteti vsaj tri od sedmih napak katere je šef storil v strežbi in pri jedeh. Nišče ni opravil izziva a je šef dal možnost priti v ekipo Eriki in Mišu. Pripravit sta morala angleško kremo a nikomur ni uspelo, zato v ekipo ni bil tisti dan sprejet nišče. V izzivu za izločitev sta pa se pomerila Alenka in Boštjan. Prepoznati sta morala boljše kose mesa, ribe, jeter, avokada in manga. Sanela jih je ugotovila 3 in Boštjan 2 in gostilno je zapustil Boštjan.
Tretji dan je polovica tekmovalcev ostala doma kjer jih je obiskal voditelj Boštjan Romih. Druga skupina pa je odšla kuhat na Bohinjsko jezero. Četrti dan so se tekmovalci zamenjali. A niso šli na Bohinjsko jezero ampak v gozd.
Tekmovalcev bilo šesnajst. Prvi teden so izpadli trije dva med tednom in ena po oddaji v živo.
- 2. teden

- 9. teden

Takomvalci so dobili izzivalce 5 tekmovalcev iz šova MasterCef Slovenija. To so bili Sašo, Miha, Eva, Jernej in Almir, ki so postali rdeča skupina. Tekmovalci šova pa so postali črna ekipa.Imeli so dvoboj. Delali so sladice. 
Če zmagajo rdeči: 
- dobijo čast
- vs zaslužek iz izziva
- možnost vstopa v šefovo ekipo

Če zmagajo črni dobijo:
- čast
- vs zaslužek iz izziva
- varnost

Zmagala je črna ekipa in je pridobila imuniteto in rekordni zaslužek. Miha je pa iz rdeče skupine dobil možnost če na dvoboju zmaga pride v ekipo. Boril se je proti Tomašu in po težkem boju zmagal Miha in se pridružil ekipi. 
- 10. teden

Tokrat je črna skupina dobila izzivalce nekdanje tekmovalce šova Gostilna išče šefa. Rdečo ekipo so sestavili Almir, Rok, Fredi, Zoran in Julijana. Šef rdečih je postal Marko Pavčnik, šef črnih pa Bine Volčič.
Če zmagajo rdeči: 
- dobijo čast
- vs zaslužek iz izziva
- možnost vstopa v šefovo ekipo pridobita Almir in Rok

Če zmagajo črni dobijo:
- čast
- vs zaslužek iz izziva
- varnost

Izziv je bil tri hodni meni. Predjed in sladico so sestavljali prvi dan, drugi dan pa so pripravljali še glavno jed. V torek in četrtek pa je sledil izziv.
Bine in Marko sta lahko gledala samo tekmovalce iz jedilnice in jim niso smela svetovati. Imela sta pa vmes 5 minut, da poiskusita jedi in dasta navodila za naprej.
Za vsako jed je določena sestavina za predjed tamprambul, za sladico je pa bila kutina.
3.000 € 7.000 €
Po tednih v skupin pa so se pravila spremenila prišle so vajenke in vsak je dobil svojo vajenko katero je moral naučiti vse kar so se naučili. Po dveh tedni so se vajenke menjalnale. Vajenka od tisi šefa kateri bo zmagal bo dobila 1.000 € nagrade.
- 14. teden

V predzadnji oddaji v živo sta bila na stolu Robert in Žan. V gostilni je ostal Žan. In Robert je za četrto mesto dobil 3.000 €.
- 15. teden

V zadnjem tednu so ostali le Žan, Tomaš in Blaž K.. Vsak od njih je imel en dan da streže svoj meni s tremi šefi. Bine Vilčič, Igor Jagodic in Uroš Štefelin. Imeli so podobne točke tako, da je bilo izenačeno. Sladil je troboj in dva najboljša sta ostala po zadnjem izzivu sta ostal Tomaš in Blaž K.. Tako je Žan osvojil 3. mesto in osvojil 7.000€.

### Nagrade
Prvič se je zgodilo, da nagrade ni dobil samo zmagovalec ampak tudi prvi štirje in najboljša vajenka.
- Četrto mesto: 3.000€ (Robert)
- Tretje mesto: 7.000€ (Žan)
- Drugo mesto: 10.000€ (Blaž K.)
- Zmagovalna vajenka: 10.000€ (Aida)
- Prvo mesto: 100.000€ +  avto Hyundai i20 (Tomaš)